# Algorithm March
Algorithm March je humorný tanec, který vznikl v Japonsku podle předlohy v dětském televizním programu PythagoraSwitch. Za tvůrce se považuje Arugorizumu Koushin. Algorithm March si velmi rychle získal popularitu po celém světě, především díky své jednoduchosti, vtipnosti a také tomu, že existuje množství různých videonahrávek tohoto tance – například s nindži, se zaměstnanci letiště či s fotbalovými útočníky Kawasaki.
Takovýto jednoduchý typ tance, který rychle získá velkou popularitu se nazývá fad dance. Jiná ukázka fad dance je například macarena.

## Kroky
Tančí se v řadách za sebou. Každá řada může být prakticky libovolně dlouhá. Tanec je rozdělený do jednotlivých kroků, ve kterých se vykonávají dané pohyby (viz níže). Na začátku předvede první tanečník v řadě první taneční pohyb, poté celá řada postoupí o jeden krok dopředu. První tanečník vykoná druhý pohyb, druhý tanečník první pohyb a řada opět postoupí o krok vpřed. Podobně se postupuje dále, dokud nejsou do tance zapojeni všichni. Po vyčerpání všech pohybů začíná tanečník znovu od prvního. Protože se po každém kroku postoupí dopředu, na daném místě se vždy vykonává stejný pohyb.
Taneční pohyby:
1. Pokrčit kolena, ruce natáhnout dopředu (předpažit)
2. Nahnout se vzad, ruce na bocích
3. Otočit se na tanečníka za námi a uklonit se
4. Otočit se směrem vpravo a rozhlédnout se s rukou horizontálně nad očima (jako když hledíme do dálky)
5. Pokrčit kolena, rukama udělat tempo prsou
6. Ohnout se a „sebrat kaštan“
7. Rukama a jednou nohou předvést pohyb jako při pumpování kola
8. Plácnout nataženýma rukama o boky

## Amatérské verze
Na internetu se objevuje množství amatérských videonahrávek Algorithm Dance. Tanečníci vystupují při různých příležitostech (na festivalech, oslavách), často i v různých převlecích. Největší počet tanečníků se shromáždil v roce 2009, kdy tanec nacvičilo a předvedlo 1088 skautů v Josefově na roverském setkání Obrok 2009. Byl tak překonán rekord filipínských vězňů z roku 2006, kteří tančili v počtu 967 tanečníků.